# 三尖驼蝶螺
三尖驼蝶螺（学名：Diacria trispinosa），是有壳翼足目驼蝶螺科Diacria的一种。主要分布于中国大陆、韩国、台湾，常栖息在浅海沙底。